# 구례 월전리 입석
구례 월전리 입석(求禮 月田里 立石)은 대한민국 전라남도 구례군 문척면에 있는 입석이다. 1984년 2월 29일 전라남도의 문화재자료 제114호로 지정되었다.

## 개요
섬진강 주변 마을의 논 가운데 자리하고 있는 입석(선돌)이다. 입석은 길쭉하고 커다란 돌을 약간만 다듬어 마을입구 등에 세워 기념하거나 신앙의 대상물로 삼았던 것으로, 주로 마을의 경계를 나타내거나, 농사의 풍요를 빌기 위해 세워둔다.
이 입석은 거대한 자연돌을 세워 놓은 것으로, 앞뒷면은 고르지 않고 옆면만 잘 다듬어져 있다. 윗부분의 한쪽끝이 다른쪽보다 높아 뾰족한 경사를 이루었으며 앞면은 섬진강을 향하고 있다. 이 근처에 7기의 고인돌이 분포되어 있어 묘의 영역을 표시하는 기능을 하였을 가능성도 있으나, 삼국시대 당시 국경을 표시하던 표지석이라고도 전한다.
역사시대에 세운 입석들과 비교하여 규모나 형태면에서 차이가 있어서, 구체적인 건립시기나 용도는 알 수 없다.

## 참고 문헌
- 월전리입석 - 국가유산청 국가유산포털